# Фейхт, Иероним
Иероним Фейхт (пол. Hieronim Feicht) — польский музыковед, один из крупнейших исследователей старинной польской музыки.

## Биография
Родился 22 сентября 1894 года в городе Могильно. Учился во Львове у Мечислава Солтыса игре на органе, в Кракове у Болеслава Валлек-Валлевского композиции и контрапункту. Под руководством Адольфа Хыбиньского изучал историю музыки во Львовском университете (1921-25), затем в 1927-28 гг. занимался историей григорианского хорала у Петера Вагнера во Фрибуре (Швейцария). После окончания Краковского института принял духовный сан.
Педагогическую деятельность начал в 1925 году во Львове после того, как защитил диссертацию о творчестве Бартоломея Пенкеля. В 1930-32 гг. преподавал в Государственной высшей музыкальной школе в Варшаве. После нескольких лет работы в нём ушёл из школы вместе с Каролем Шимановским в знак протеста против интриг реакционных кругов.
В 1935-39 работал в Краковской консерватории, с 1946 года был заведующим кафедрой музыковедения Вроцлавского университета и одновременно ректором Государственной высшей музыкальной школы, куда вновь вернулся в 1948 году до 1952 года. С 1952 года до конца жизни был профессором и руководителем кафедры истории польской музыки Института музыковедения Варшавского университета.
Скончался 31 марта 1967 года в Варшаве.

## Работы
С 1949 года готовил к печати произведения старинной польской музыки серии «Antiquitates musicae in Polonia» (1963-70). После смерти своего друга Хыбиньского в 1952 году стал главным редактором издательства «Старинная польская музыка» («Wydawnictwo Dawnej Muzyki Polskiej»). Из старинной польской музыки Фейхт главным образом исследовал средние века и эпоху барокко.
Фейхт посвятил ряд работ творчеству польских композиторов 17-18 вв., а также Фредерика Шопена. Участвовал в издании монументальной серии «Музыкальные памятники в Польше» («Monumenta musicae in Polonia»). Под редакцией Фейхта опубликованы сочинения польских полифонистов, антология «Muzyka Staropolska» (1966). Писал популярные статьи для энциклопедий и газет. Участвовал во многих международных конгрессах. Был членом правления Союза польских композиторов.
Фейхт также сочинял музыку: мессы и другие произведения для мужского хора, в том числе на слова К. Тетмайера, а также органные прелюдии, в том числе на темы костёльных песен, которые были изданы в 1937 году.